# Art of Fighters
Art of Fighters is een hardcore house-formatie uit Italië. Het is een formatie bestaande uit drie mannen, Christian Nardelli, Matteo Pitossi en Luca Lorini, afkomstig uit het Italiaanse Brescia.
Ze startten de formatie in 1997, maar succes bleef uit. Dankzij de Moduletracker software FastTracker, de grote hulp van The Stunned Guys en hun doorzettingsvermogen kwam in 1999 hun eerste single uit, getiteld The Beat Can't Change. In 2001 kwam ook hun tweede single, Artwork, in de winkels te liggen. In hetzelfde jaar verscheen ook Shotgun.
In 2002 besloot de groep FastTracker in te ruilen tegen professioneler apparatuur. Dit bleek al snel een goed idee, want een paar maanden later verscheen Earthquake in de winkels. Dit was zo'n succes, dat de Art of Fighters op alle grote hardcorefeesten konden komen draaien. Hun stijl is vooral in Nederland populair.
In 2003 lieten ze zich van een andere kant zien en begonnen ze een nieuw project genaamd Meccano Twins. De eerste single die hieruit voortvloeide, viel eveneens in de smaak. Meer singles en ep's volgden.
Het eerste album, Art Of Fighters, verscheen in 2007.

## Discografie

### Albums
- Art Of Fighters (2007)

### Singles en ep's
- The Beat Can't Change (1999)
- Artwork (2001)
- Shotgun (2001)
- Earthquake (2002)
- Pussy Lovers (2002)
- Sin = Art (2002)
- I Became Hardcore (2003)
- Game Don't Stop (2004)
- I'm Your Enemy (2005)
- Follow Me (2006)
- Revenge (2006)
- Do Or Die (2007)
- Let's Get It On (2008)
- Our Thing E.P. Part 3 (2008)
- Art Of Fighters Special Edition (2008)
- A New Today / The Industry (2010)
- Rock On (2010)
- United By Hardness (2010)
- God's Fury (2011)
- Freaks (2011)
- Nirvana of noise (2011) Dominator 2011 anthem[1]

- Guardians of unlost (Official E-Mission Festival Anthem 2015)
- Hardcore Domination (2015)
- Your Betrayal(2016)
- The scream of Eva (2016)
- Your Poison (2017)
- Into the Future (2017)
- Evoke (2017)
- A New Today (2018)